# Siphogenerinoididae
Siphogenerinoididae es una familia de foraminíferos bentónicos de la Superfamilia Buliminoidea, del Suborden Buliminina y del Orden Buliminida. Su rango cronoestratigráfico abarca desde el Turoniense (Cretácico superior) hasta la Actualidad.

## Discusión
Clasificaciones previas incluían Siphogenerinoididae en el Suborden Rotaliina y/o Orden Rotaliida.

## Clasificación
Siphogenerinoididae incluye a las siguientes géneros:
- Subfamilia Siphogenerinoidinae
  - Clavelloides
  - Euloxostomum
  - Hiltermannella †
  - Hopkinsinella
  - Loxostomina
  - Parabrizalina
  - Rectobolivina
  - Sagrinella
  - Saidovina
  - Siphogenerinoides †
  - Spiroloxostoma †
- Subfamilia Tubulogenerininae
  - Amplectoproductina †
  - Bitubulogenerina †
  - Orthokarstenia †
  - Rectuvigerina
  - Sagrina
  - Sagrinopsis
  - Shastrina †
  - Siphogenerina
  - Transversigerina †
  - Tritubulogenerina †
  - Tubulogenerina †
  - Unicosiphonia †

Otro género de Siphogenerinoididae no asignado a ninguna subfamilia es:
- Allassoida

Otros géneros considerados en Siphogenerinoididae son:
- Ellipsosiphogenerina de la Subfamilia Tubulogenerininae, aceptado como Siphogenerina
- Hopkinsinella de la Subfamilia Siphogenerinoidinae, aceptado como Spiroloxostoma
- Loxostomella de la Subfamilia Siphogenerinoidinae, aceptado como Loxostomina
- Rectuvigerinella de la Subfamilia Tubulogenerininae, aceptado como Siphogenerina
- Siphogenerita de la Subfamilia Tubulogenerininae, aceptado como Orthokarstenia
- Vsevolodia de la Subfamilia Siphogenerinoidinae, aceptado como Spiroloxostoma

Otro género considerado en Siphogenerinoididae es:
- Hopkinsina en la Subfamilia  Siphogenerinoidinae, habitualmente incluido en la Familia Stainforthiidae de la Superfamilia Turrilinoidea